# Heteroscyphus simillimus
Heteroscyphus simillimus là một loài rêu tản trong họ Geocalycaceae. Loài này được (Stephani) J.J. Engel & R.M. Schust. miêu tả khoa học lần đầu tiên năm 1984.